# Schefflera stearnii
Schefflera stearnii är en araliaväxtart som beskrevs av Richard Alden Howard och George Richardson Proctor. Schefflera stearnii ingår i släktet Schefflera och familjen araliaväxter. IUCN kategoriserar arten globalt som starkt hotad.
Artens utbredningsområde är Jamaica. Inga underarter finns listade.